# Federación Abolicionista Internacional
 La Federación Abolicionista Internacional  (IAF; en francés: Fédération abolitioniste internationale) fundada en Liverpool en 1875, tenía como objetivo abolir la regulación estatal de la prostitución y combatir el tráfico internacional de mujeres en la prostitución. Originalmente se llamaba Federación Británica y Continental para la Abolición de la Prostitución.
La federación fue activa en Europa, las Américas y las colonias europeas y los territorios mandatos. Consideraba que las regulaciones de los estados alentaban la prostitución y que tenían el efecto de esclavizar a las mujeres prostituidas. Defendía que la solución estaba en la educación ética, el empoderamiento de las mujeres a través del derecho a adquirir habilidades y trabajo, y el matrimonio. La federación se enfrentó a la oposición de las autoridades de Europa y las colonias, que no estaban dispuestas a renunciar al control, y de los reformadores que querían suprimir el tráfico de mujeres pero estaban menos preocupados por su bienestar. Después de la Primera Guerra Mundial (1914–18), la IAF participó en debates para elaborar convenciones internacionales por parte de la Liga de las Naciones en estos temas, y tras la Segunda Guerra Mundial (1939–45) en las convenciones de las Naciones Unidas. En años posteriores, su principal objetivo fue eliminar regulaciones injustas que violaban los derechos de las mujeres.

## Antecedentes
La regulación de la prostitución en el siglo XIX consistía por lo general en la vigilancia policial, el control de licencias de burdeles, distritos de luz roja, registro y examen médico forzado a las mujeres prostituídas y hospitalización forzada para las que padecían enfermedades de transmisión sexual. Los abusos implicaron la corrupción policial, el registro de niñas menores de edad, el registro forzado de mujeres en situaciones vulnerables, la servidumbre por deudas y otras formas de explotación para las mujeres en los burdeles. Por otro lado las regulaciones y otras prácticas impidieron que las mujeres dejaran la prostitución. En las colonias y los territorios mandatos, las regulaciones a menudo estaban relacionadas con la conquista y el control militar.

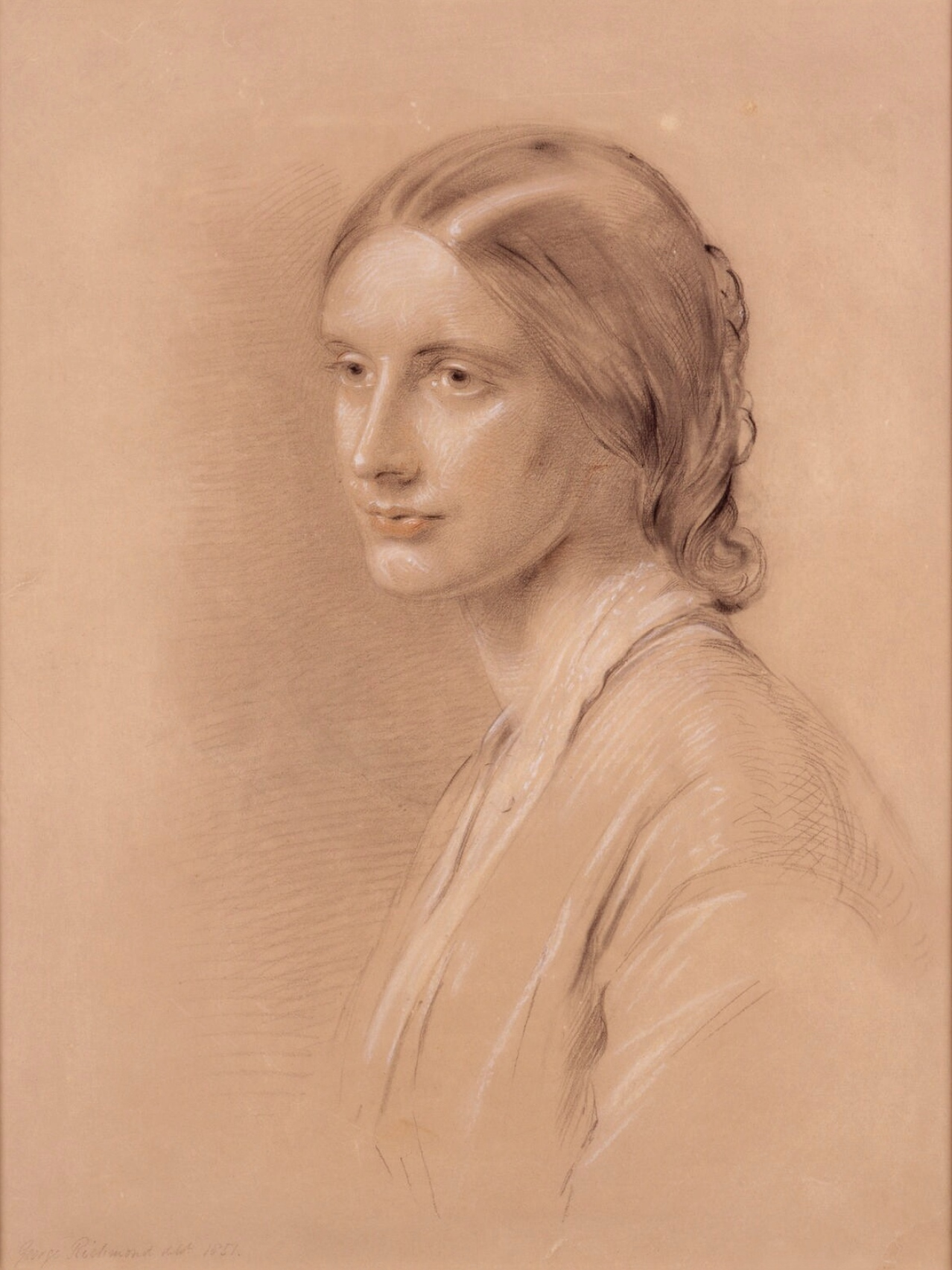
Josephine Butler, fundadora de la IAF

La feminista inglesa Josephine Butler (1828-1906), que provenía de una familia involucrada en la lucha por la abolición de la esclavitud, consideraba que el examen vaginal forzado de mujeres sospechosas de prostitución violaba sus derechos legales básicos y denunció que las mujeres carecían de autonomía sexual porque estaban excluidas de la educación superior, la formación profesional y el empleo remunerado y, por lo tanto, tenían que elegir entre el matrimonio o la prostitución. A nivel práctico su situación no era diferente a la de un esclavo. Butler publicó muchos artículos sobre ello. Recorrió Europa entre 1874 y 1875 para buscar apoyos para un movimiento abolicionista internacional. En Italia se reunió con Giuseppe Mazzini y Giuseppe Garibaldi.

## Posición
Butler y quienes se unieron a ella al principio hicieron campaña por la "libertad y pureza de la Commonwealth inglesa", con la que aludieron a la libertad de las mujeres y a la moral y la familia. Estaban en contra del sexo extramatrimonial pero también en contra del celibato, que, según ellos, conducía a la depravación. La solución que plantearon era el matrimonio. En 1882, Butler dijo: "La mejor de las restricciones impuestas por la ley es la que alienta y, si es necesario, obliga a los ciudadanos de ambos sexos a practicar el autorrespeto".
La campaña de abolición se basó en dos argumentos principales. El primero fue la "evidencia científica" de que la regulación de los estados era ineficaz e incluso perjudicial. La segunda fue que la regulación era inaceptable, incluso si era efectiva en términos de administración y salud, porque violaba la libertad humana. El movimiento abolicionista apoyó los derechos civiles de las mujeres en la prostitución y estaba en contra de que el estado tuviera derecho a organizar la prostitución. También denunció los abusos que se estaban produciendo en las regulaciones de los estados que provocaban restricciones a las libertades básicas de las mujeres prostituidas como su derecho a la libertad de movimiento y al examen médico voluntario. Butler afirmó que la regulación privó a las mujeres de los derechos otorgados por la Carta Magna y el mandato de habeas corpus.
El movimiento abolicionista denunció el doble rasero de la moral sexual contemporánea: mientras los cuerpos de las mujeres eran vigilados y controlados los sus clientes masculinos no estaban regulados. Consideraban que se estaba generando una doble injusticia "porque es injusto castigar al sexo víctima de un vicio y dejar impune al sexo que es la causa principal tanto de su vicio como de sus temidas consecuencias". Los hombres originaron la prostitución y aplicaron el sistema que avergonzó y castigó a las mujeres que fueron sus víctimas. La IAF señaló: "La rehabilitación social de las prostitutas no puede resolver el problema de la prostitución a menos que otros factores influyan en las causas de la prostitución... Con demasiada frecuencia las prostitutas están sujetas a una forma encubierta de encarcelamiento, con el pretexto de la rehabilitación, a pesar de leyes que no declaran que la prostitución sea un delito ". La IAF consideró que tratar la prostitución como una institución legal o tolerada era "un error de higiene, una injusticia social, un ultraje moral y un delito judicial".
El movimiento abolicionista también consideraba que la trata de mujeres se reduciría con la abolición de la prostitución reglamentada. Por otro lado existía la preocupación ante la contradicción de cooperar con gobiernos para implantar medidas contra la esclavitud de las mujeres mientras de manera hipócrita estos gobiernos regulaban la prostitución manteniendo un sistema que creaba demanda para las mujeres traficadas.
A finales del siglo XIX, la mayoría de activistas de la IAF no tenían derecho a votar porque el sufragio femenino estaba reconocido en muy pocos países. También se enfrentaron a la desaprobación por parte de otras mujeres a que se mantuviera una discusión abierta de asuntos sexuales. Sus esfuerzos por organizarse fueron a veces contrarrestados por la represión policial. El movimiento luchó por mantener la coherencia a pesar de las diferentes prioridades y opiniones de sus miembros y a pesar de la continua expansión del sistema colonial e imperial. La IAF trató de ser independiente de cualquier vínculo político, filosófico, religioso o étnico en particular, pero en la práctica estaba dominada por europeas. La federación a menudo buscaba apoyo de los socialistas, enfatizando las causas económicas de la prostitución entre las mujeres que no podían encontrar otro empleo.

## Reuniones internacionales

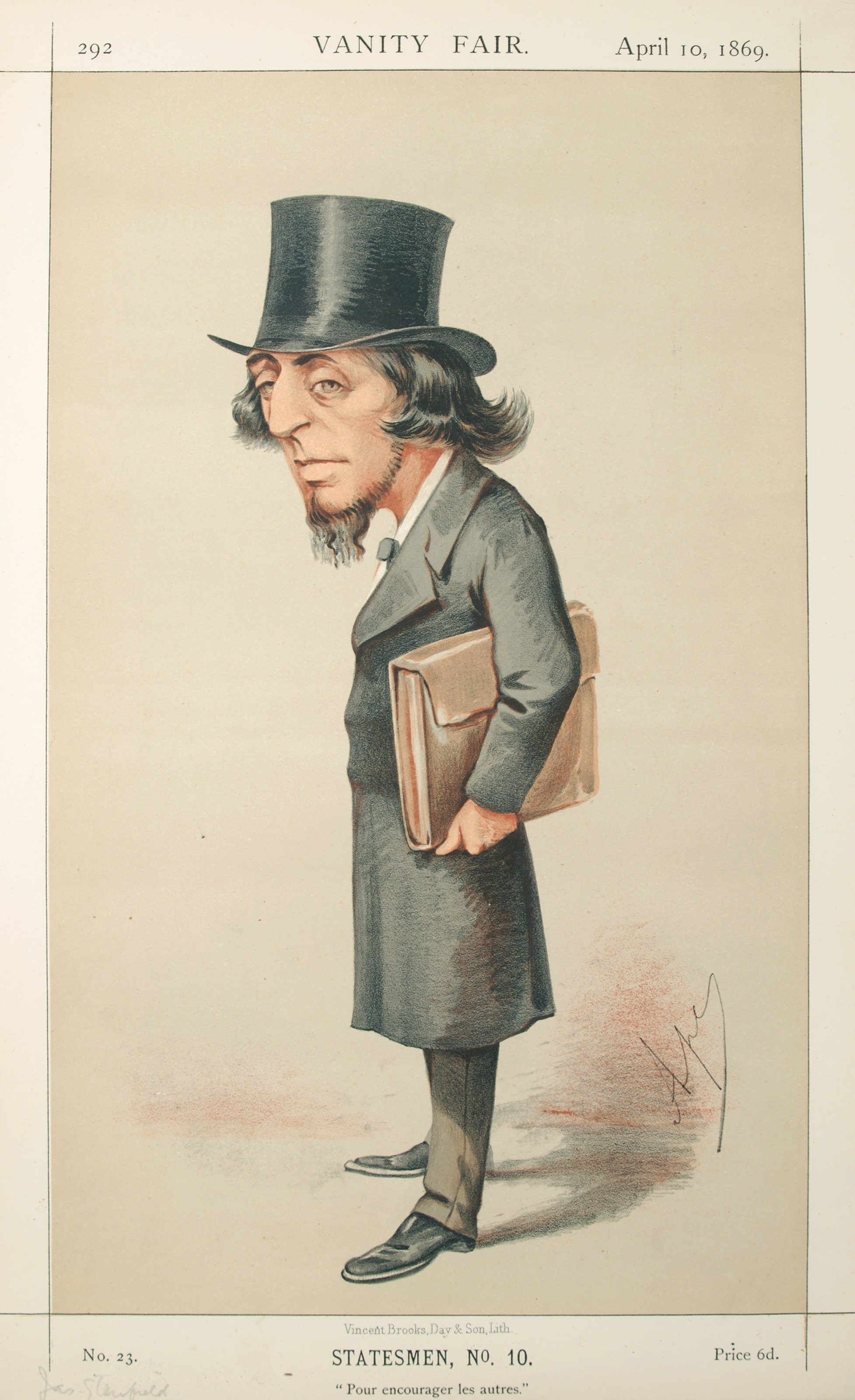
James Stansfeld, secretario general de la federación

Varios grupos en diferentes países se sumaron a la lucha contra la esclavitud sexual en la década de 1870. Formaron una federación internacional gracias a la actividad de Josephine Butler y algunas otras líderes feministas. La primera reunión de la rama británica se celebró en Liverpool en marzo de 1875 y contó con la presencia de representantes italianos. El movimiento pronto se extendió a otros países europeos, a colonias europeas (India, Egipto y las Indias Orientales Neerlandesas), y a las Américas. Un congreso internacional paneuropeo con seiscientos o setecientos asistentes se celebró en Ginebra del 17 al 22 de septiembre de 1877 creándose la Federación Británica Continental y General para la Abolición.
Entre quienes apoyaron la federación había una importante diversidad de mujeres, entre ellas médicas, reformadoras religiosas y feministas que también participaron activamente en organizaciones como el Consejo Internacional de Mujeres y la Alianza Internacional de Mujeres para el Sufragio. La federación también fue apoyada por hombres liberales o socialistas. Fue una de las primeras sociedades internacionales no oficiales para la reforma social y legal. Las resoluciones enfatizaron la importancia del autocontrol, negaron que el libertinaje fuera inevitable y pidieron a la policía que garantizara el respeto la decencia en la calle. También denunciaron que el registro obligatorio era una afrenta a la libertad y al derecho consuetudinario. Hubo así tensión entre la desaprobación de las relaciones extramatrimoniales y la demanda de libertad de las mujeres. La Unión Internacional de Amistad de las Mujeres Jóvenes (International Union of Friends of Young Women) se fundó en este congreso. Fue una asociación protestante que brindó asistencia a niñas y mujeres emigrantes en un esfuerzo por prevenir su explotación sexual.
La federación ayudó a las organizaciones abolicionistas nacionales a comunicarse y establecer conexiones, pero la actividad a nivel internacional fue difícil debido a las profundas diferencias entre los diferentes países. Estas incluían "[l] a diferencias de idioma, de tradiciones nacionales y sociales, del estado de la opinión pública y de las leyes, y sobre todo, las diferencias en la situación de los derechos de las mujeres". A nivel internacional, el enfoque se centraba estrictamente en la derogación de las leyes y regulaciones estatales sobre prostitución.
La primera conferencia anual de la federación se celebró en París el 24 al 25 de septiembre de 1878 en un estado de ánimo optimista. James Stansfeld (1820-1898), el secretario general, había sido recibido por Émile Deshayes de Marcère, ministro francés del interior. Al segundo congreso de la federación, celebrado en Génova del 27 de septiembre al 4 de octubre de 1880, asistieron Yves Guyot y Emilie y Auguste de Morsier. Las resoluciones de este congreso muestran que la posición liberal había triunfado. No se mencionó la represión de la sexualidad ilícita, solo las demandas de garantías de libertad individual, el estado de derecho y la abolición de la regulación de la prostitución. La Federación Británica, Continental y General para la Abolición de la Prostitución Regulada celebró su quinta conferencia en Ginebra en 1889, donde denunció el comercio internacional de esclavas blancas. La federación trasladó su sede a Ginebra en 1898. Se convirtió en la Federación Abolicionista Internacional en 1902.

## Movimientos abolicionistas locales

### Gran Bretaña

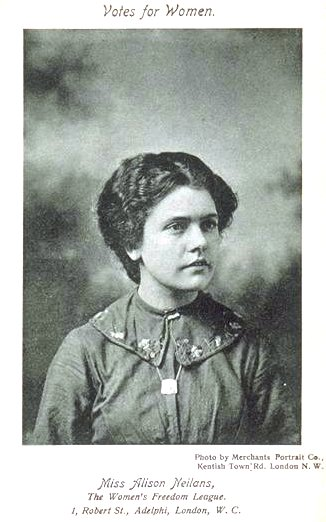
Alison Neilans fue secretaria general de la Asociación para la Higiene Moral y Social (AMSH) en la década de 1920.

En la década de 1870, Butler ayudó a organizar la Asociación Nacional de Damas para la Derogación de las Leyes de Enfermedades Contagiosas. Las Leyes sobre Enfermedades Contagiosas habían extendido las regulaciones británicas de mujeres prostituídas en áreas militares para cubrir todo el país. La rama británica de la Federación Británica Continental y General para la Abolición de la Regulación de la Prostitución del Gobierno se formó en Liverpool el 19 de marzo de 1875. Los reformadores usaron el nombre de "abolición" como referencia al movimiento histórico previo de abolición de la esclavitud ya que consideraban que la prostitución regulada por el estado era una forma de esclavitud de las mujeres. La rama británica tenía su sede en Liverpool y tenía una oficina en Westminster, Londres. James Stansfeld fue el presidente, la secretaria fue Josephine Butler y el secretario corresponsal fue Henry Wilson. Más tarde, William Crosfield fue nombrado tesorero y James Stuart reemplazó a Wilson.
La asociación británica entendía la prostitución como parte del problema más amplio de la moral social y la situación de las mujeres. Butler también fue activa en el movimiento sufragista. La idea de que la regulación era aceptable en las colonias pero no en Europa fue completamente rechazada apuntando que los argumentos en contra de la regulación se basaban en principios universales. Los reformadores británicos también trabajaron en Australia, Ceilán, Gibraltar, Hong Kong, India, Malta, Singapur y Sudáfrica. En 1886 se derogó la Ley Británica de Enfermedades Contagiosas, una victoria para el movimiento abolicionista. Fue seguido por una gran reunión en la que participaron delegados de Europa y América para "consolidar el ataque a la regulación en todo el mundo".
Después de que se derogaran las Leyes de Enfermedades Contagiosas, la rama británica se concentró en eliminar la regulación de la prostitución en el Imperio Británico y de manera particular en la India. En 1890 cambió su nombre por el de Comité Británico para la abolición de la Regulación del Estado del Vicio en la India y en todos los Dominios Británicos. En 1897, relanzó el Escudo, una publicación periódica que había respaldado la derogación de la Ley de Enfermedades Contagiosas, después de que esta ley se promulgara nuevamente en la India. En 1915 el grupo se fusionó con la Asociación Nacional de Damas para la Derogación de las Leyes de Enfermedades Contagiosas para formar la Asociación para la Higiene Moral y Social (AMSH). La abolicionista internacional Alison Neilans (1884–1942) fue la secretaria general de AMSH en la década de 1920. El AMSH era miembro de la IAF.

### Países Bajos
Los reformadores protestantes en el movimiento holandés Réveil estaban preocupados por la propagación de la regulación municipal entre 1852 y 1877. Publicaron traducciones de los escritos de Butler y dirigieron asilos para mujeres prostituidas. Su principal líder era el reverendo Hendrik Pierson. Se reunió con Butler en el congreso de 1877 en Ginebra y fue persuadido para unirse a la IAF a pesar de sus dudas sobre la naturaleza secular de la organización y la influencia de las feministas socialistas. En 1889, la Dutch Women's Union, que se consideraba una rama de la IAF, tenía 3000 miembros trabajando para la abolición de la regulación y tratando de prevenir la prostitución ayudando a las mujeres jóvenes que viajaban. A finales del siglo XIX, la Unión tenía 5000 miembros. La feminista y médica Aletta Jacobs se unió a la causa de la abolición. Más tarde fue una de las fundadoras de la Alianza Internacional de Mujeres, Pierson asumió la presidencia de la IAF en 1898.

### Francia

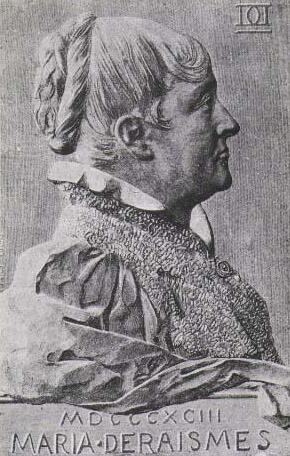
Maria Deraismes (1828-1894) fue una de las primeras líderes abolicionistas en Francia

El 15 de noviembre de 1876, Albert Caise, uno de los fundadores del Journal des femmes, lanzó una petición que pedía que se cerraran los burdeles, se promulgaran leyes contra la provocación en las calles públicas, se crearan más dispensarios y el regreso de las mujeres en prostitución a la ley común. La petición también pedía educación gratuita y obligatoria y una nueva regulación del trabajo de las mujeres. Butler vio París como "la gran Babilonia". En enero de 1877, Butler viajó a París con los principales representantes de la IAF para lanzar una campaña contra las acciones de la brigada antivicio y habló en varias reuniones. En su opinión, la Ley de Enfermedades Contagiosas de Francia y el "sistema francés" resultante, provocaron la esclavitud de las mujeres y alentaron la inmoralidad masculina. Ella estaba en contra del "fetichismo del culto socialista del Estado", así como del "dominio médico y la tiranía legislativa".
En una ordenanza del 16 de junio de 1879, la policía autorizó el establecimiento de una sección francesa de la Federación Británica y Continental, llamada Association pour l'abolition de la prostitution reglementée con Victor Schœlcher (1804-1893) como presidente. La asociación incluía feministas, radicales y abolicionistas. Los organizadores más activos de la Asociación Francesa para la Abolición de la Prostitución Oficial fueron las líderes feministas Maria Deraismes, Emilie de Morsier y Caroline de Barrau. Josephine Butler visitó París en abril de 1880. A una reunión el 10 de abril de 1880 asistieron unas 2000 personas, en su mayoría de las clases bajas, incluidos líderes de la extrema izquierda en París. Los discursos reflejaron la creciente influencia del movimiento feminista.
A fines de 1896, el movimiento abolicionista en Francia estaba moribundo. Algunos de los miembros abandonaron la Federación Británica y Continental y formaron una nueva Liga para la recuperación de la moral pública pública. La nueva liga pidió la eliminación del escuadrón del vicio y las regulaciones que deshonraron a la policía, comprometieron a los magistrados y establecieron la desigualdad entre hombres y mujeres. La liga también se implicó en la lucha contra el alcoholismo, el comercio de esclavas blancas, la literatura inmoral y la licencia en las calles.
En 1897, Butler visitó Francia, y un grupo dirigido por Auguste de Morsier inició la refundación de una rama francesa de la IAF. La nueva organización estuvo representada oficialmente en la conferencia internacional abolicionista en Londres en 1898. Entre 1898 y 1907 revivió el movimiento abolicionista en Francia, liderado primero por Auguste de Morsier y luego por Ghénia Avril de Sainte-Croix (1855-1939). En este período, la IAF obtuvo un nuevo apoyo de las publicaciones. La Revue de morale sociale se dedicó a la abolición. En Lyon se celebró una importancia conferencia en 1901 en el apogeo de la campaña.

### Alemania
El primer capítulo efectivo de la IAF en Alemania se organizó en 1880 en Berlín, dirigido por Gertrude Guillaume-Schack. Los activistas liberales protestantes en Alemania estaban en estrecho contacto con la IAF, y Ludwig Weber (1846–1922) estuvo en la comisión ejecutiva de la IAF hasta 1887. Sin embargo, los protestantes conservadores tuvieron dificultades con la opinión liberal dominante de que un individuo tenía derecho a hacer lo que quisieran con su cuerpo siempre que no dañaran ni afectaran los derechos de los demás. Los liberales pensaron que el estado debería defender los derechos de los ciudadanos pero no deberían imponer ningún valor religioso o moral en particular, mientras que los conservadores pensaron que "el estado es el guardián de los mandamientos de Dios". Los conservadores tampoco pudieron aceptar el papel abierto que desempeñaban las mujeres en la IAF, ya que sentían que los hombres debían tomar la iniciativa.

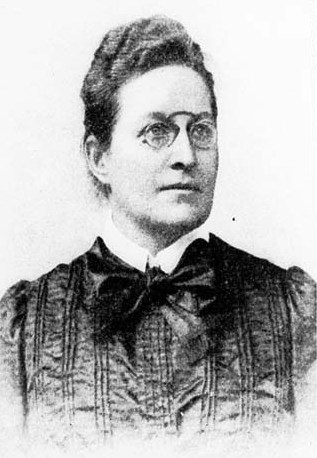
Anna Pappritz de Alemania en 1904

En 1898 se formaron asociaciones locales de la IAF en varias ciudades alemanas para luchar contra los prostíbulos y el control policial sobre las mujeres en la prostitución. En 1899, Anna Pappritz (1861–1939) de Berlín se reunió a Butler en el Congreso Internacional de Mujeres en Londres. Ese año fundó y se convirtió en presidenta de la sucursal de Berlín de la IAF. Anna Pappritz y Katharina Scheven se convirtieron en las dos líderes más influyentes de la rama alemana de la IAF (DZIAF). De 1902 a 1914 Pappritz y Scheven editaron la revista DZIAF Der Abolitionist.
La campaña anterior a la guerra de la DZIAF fue en gran medida ineficaz. El estallido de la Primera Guerra Mundial (1914–18) hizo abandonar los intentos de revisar las leyes relacionadas con la prostitución. Finalmente, la República de Weimar (1919–33) aprobó la Ley de 1927 para combatir las enfermedades venéreas, que abolió la regulación estatal de la prostitución. El capítulo de Berlín de la IAF, más tarde llamado Liga para la Protección de la Mujer y la Juventud ( Bund für Frauen- und Jugendschutz ), se disolvió en 1933.

### Colonias y territorios mandatos
A mediados de la década de 1920, Australia había estado en la práctica regulando la prostitución en Queensland y Australia Occidental durante décadas, y estaba bajo una creciente presión internacional para abolir estas regulaciones. La IAF incidió significativamente en la política y la policía de Australia, aunque el país se resistiría a firmar las convenciones abolicionistas de las Naciones Unidas hasta la década de 1970. La cuestión de la trata se planteó en Australia en 1927, y se culpó a los extranjeros. El Departamento del Fiscal General recomendó deportar a cualquier mujer extranjera en situación de prostitución. Sin embargo, aunque la IAF no se opondría a las medidas contra los hombres involucrados en la trata, su posición sobre la exclusión o repatriación de mujeres extranjeras en la prostitución era menos clara. Medidas represivas significaba que "la prostituta era considerada como una clase especial que podía ser conducida de un lugar a otro". El efecto de la repatriación forzada fue causar considerables pérdidas económicas a las mujeres, que posiblemente tendrían que trabajar más tiempo en la prostitución como resultado.
En algunas áreas bajo el control de las potencias europeas había mujeres extranjeras de alto nivel que se dedicaban a la prostitución, pero después de la Primera Guerra Mundial, el número de mujeres europeas disminuyó en áreas como Indochina y el Levante. Cuando la secretaria de la IAF visitó Beirut en 1931, informó que el 14 % de las mujeres registradas en la prostitución eran extranjeras. La rama británica de la IAF mostró la clara conexión entre la regulación y el tráfico cuando citó al gobernador de Somalilandia diciendo en 1936: "Será necesario regular en todos los centros de las colonias africanas italianas un suministro suficientemente grande y a menudo renovado de mujeres blancas de calidad diferente a la de las mujeres honestas. Deben ser mujeres blancas pero no italianas. A las mujeres italianas de esa clase nunca se les debe permitir pasar las fronteras de nuestro Imperio: es una cuestión elemental de prestigio en relación con las nativas ".

## Después de la Segunda Guerra Mundial
Después de la Segunda Guerra Mundial (1939–45), las organizaciones contra la esclavitud como la IAF continuaron documentando el tráfico de mujeres y niñas con fines de prostitución o matrimonio fozado, pero operaron en el marco de derechos humanos de la ONU. En diciembre de 1947, representantes de la IAF participaron en la redacción de la Declaración Universal de Derechos Humanos. La Convención de las Naciones Unidas de 1949 para la represión de la trata de personas y de la explotación de la prostitución ajena solo fue ratificada por unos pocos estados, ya que la mayoría habría tenido que cambiar primero sus leyes relacionadas con la prostitución.
En 1954, los británicos presentaron un proyecto de convención sobre la esclavitud para las Naciones Unidas, que formó la base en 1956 de la Convención complementaria sobre la Abolición de la Esclavitud, el comercio de esclavos y las instituciones y prácticas similares a la esclavitud. La IAF participó en las discusiones sobre la redacción, al igual que otras ONG como la Organización Internacional de Mujeres y la Sociedad contra la Esclavitud. La IAF generalmente se opuso a los esfuerzos que podrían suavizar el lenguaje, que exigía la abolición de la esclavitud lo antes posible. En 1974, la Comisión de Derechos Humanos de la ONU creó el Grupo de Trabajo sobre la Esclavitud, en el que participó la IAF. El grupo de trabajo discutió la mutilación genital femenina, que según la IAF se ajustaba a la definición de esclavitud ya que las mujeres afectadas habían perdido el control de sus cuerpos. Dado que el principal apoyo para la práctica provino de las madres de las mujeres, que ciertamente no eran esclavas, el grupo de trabajo finalmente abandonó el tema. En 1985, la IAF proporcionó información al Relator Especial de las Naciones Unidas sobre la tortura y otros tratos o penas crueles, inhumanas o degradantes.
La federación celebró su 29 ° congreso internacional en septiembre de 1987 en Viena, Austria. En Francia se asoció con organizaciones que dieron refugio y capacitación a mujeres prostituídas para que pudieran acceder a una nueva ocupación. La IAF participó en la formulación del protocolo 2000 de las Naciones Unidas sobre la trata de personas, uniéndose a organizaciones como la Coalición contra la Trata de Personas con sede en los Estados Unidos y el Lobby Europeo de Mujeres. Se acordó la fórmula de restringir la definición de trata a los casos de coacción o engaño y se extendió para considerar la trata con otros fines, pasando el foco de la sexualidad y la moral de las mujeres a un enfoque en el crimen y las condiciones en la situación de las mujeres prostituídas.

## Puntos de vista opuestos
Las autoridades de los países europeos y sus territorios coloniales a menudo vieron la abolición de las regulaciones como una amenaza para su autoridad. Los "reformadores de la pureza" liderados por hombres tampoco vieron la necesidad de proteger los derechos de las mujeres en la prostitución. En 1899, los reformadores de la pureza fundaron la Oficina Internacional para la Supresión del Tráfico de Esclavas Blancas (posteriormente denominado Tráfico de Mujeres y Menores y finalmente Tráfico de Personas). Estos cambios posteriores en el nombre reflejaron cambios en el enfoque para incluir a mujeres y menores no blancos que son traficados para la prostitución. La Oficina Internacional consideró que el estado debería tener control sobre las actividades sexuales que desaprobaban, pero evitó la cuestión de la regulación. Cada comité nacional de la Mesa quería proteger a las mujeres de su propio país de la exportación a burdeles extranjeros y criminalizar a las mujeres importadas de otros países. Las autoridades estatales prefirieron trabajar con la Oficina Internacional, que no cuestionó su autoridad para enjuiciar a mujeres no registradas en prostitución y burdeles, importar prostitutas voluntarias y deportar a mujeres extranjeras en prostitución.